# Poldův švagr
Poldův švagr (v anglickém originále Ride Along 2) je americká filmová komedie z roku 2016. Režie se ujal Tim Story a scénáře Phil Hay a Matt Manfredi. Film je sequelem filmu z roku 2013 Jízda švárů. Hlavní role hrají  Kevin Hart, Ice Cube, Ken Jeong, Benjamin Bratt, Olivia Munn, Bruce McGill a Tika Sumpter. Ve Spojených státech měl film premiéru dne 15. ledna 2016. V České republice nebyl promítán v kinech. 

## Obsazení
- Kevin Hart jako Ben Barber
- Ice Cube jako James Payton
- Ken Jeong jako A.J. Jenkins
- Benjamin Bratt jako Antonio Pope
- Olivia Munn jako detektiv Maya Cruz
- Carlos Gomez jako kapitán Hernandez
- Bruce McGill jako poručík Brooks
- Tika Sumpter jako Angela Payton-Barber
- Glen Powell jako Troy
- Sherri Shepherd jako Cori
- Nadine Velazquez jako Tasha
- Tyrese Gibson jako detektiv Mayfield
- Arturo Del Puerto jako Alonso

## Přijetí

### Tržby
Film vydělal 90,9 milionů dolarů v Severní Americe a 33,4 milionů dolarů v ostatních oblastech, celkově tak vydělal 124,3 milionů dolarů po celém světě. Rozpočet filmu činil 40 milionů dolarů. Za první víkend docílil nejvyšší návštěvnosti, kdy vydělal 35,2 milionů dolarů. První film vydělal za první víkend 48,6 milionů dolarů. 

### Recenze
Na recenzní stránce Rotten Tomatoes získal ze 107 započtených recenzí 14 procent s průměrným ratingem 3,9 bodů z deseti. Na serveru Metacritic snímek získal z 29 recenzí 32 bodů ze sta. Na Česko-Slovenské filmové databázi si snímek drží k 1. srpnu 2018 57 procent. 

### Ocenění a nominace
Film získal 4 nominace na cenu Teen Choice Awards a to v kategoriích nejlepší filmová komedie, nejlepší herec: komedie (Ice Cube, Kevin Hart) a nejlepší výbuch vzteku (Hart). Nakonec si odnesl domů cenu za nejlepší filmovou komedii. Kevin Hart a Ice Cube také získali nominaci na cenu Kids' Choice Awards v kategorii nejlepší přátelé. 